# Hans von Kirchbach
Pour les articles homonymes, voir Kirchbach (homonymie).
Rudolph Bodo Hans von Kirchbach, né le 22 juin 1849 et décédé le 23 juillet 1928, est un officier saxon. Il participe au cours de sa carrière aux guerres Austro-prussienne et franco-allemande. Il est placé dans la réserve de l'armée en 1913, au déclenchement de la Première Guerre mondiale, il reprend du service à la tête du XIIe corps d'armée de réserve. Il participe aux grandes batailles du front de l'Ouest jusqu'en décembre 1917 où il est transféré sur le front de l'Est. Il commande alors l'Armee-Abteilung D jusqu'à la dissolution de l'unité en octobre 1918. Il se retire alors de l'armée d'active.

## Biographie

### Premières années
Hans von Kirchbach est issu d'une famille noble saxonne (de). Son père Carl von Kirchbach (1799–1893) est maître des forêts, ministre des finances et chambellan du roi de Saxe. Sa mère, la seconde épouse de Carl von Kirchbach est Josephine von Bodenhausen (1825-1898).
von Kirchbach étudie à l'école privée à Auerbach et à l'école secondaire supérieur de Bezzenberger et Opelt à Dresde. Le 1er avril 1863, à l'âge de 14 ans il intègre l'École de l'Artillerie royale à Dresde comme cadet, il y étudie pendant trois ans. En mai 1866, il est affecté au 19e régiment d'artillerie de campagne et participe à la guerre austro-prussienne. En juillet 1866, il est promu second lieutenant et en août 1866 il est affecté au 12e régiment d'artillerie de campagne. Il sert au sein de ce régiment lors de la guerre franco-allemande de 1870, il reçoit à cette occasion la croix de fer (1870).
Entre 1878 et 1881, von Kirchbach devient adjudant au sein de l'état-major du régiment puis adjudant à l'état-major de la brigade. Il est également aide-de-camp du roi Frédéric-Auguste III de Saxe. Il est promu lieutenant en 1872 et capitaine en 1876. Il obtient son premier commandement en 1881, il commande une batterie dans le 12e régiment d'artillerie de campagne. Il obtient un poste de professeur à l'école d'artillerie et de pionnier de Berlin jusqu'en 1888. Durant cette période, il est promu major en 1887. En 1893, il est promu à la tête d'un groupe équivalent à un bataillon dans le 12e régiment d'artillerie de campagne. En 1891, il est nommé lieutenant-colonel.
En 1893, von Kirchbach est en poste au ministère de la Guerre de Saxe. En 1895 il devient colonel et commande le 32e régiment d'artillerie de campagne. En 1899, il est nommé major-général et prend le commandement de la 40e brigade d'artillerie de campagne (de), puis en 1901 la 23e brigade d'artillerie de campagne (de). En 1904, von Kirchbach est promu au grade de lieutenant-général, il prend la direction de la 32e division d'infanterie (3e division d'infanterie saxonne).
En 1907, von Kirchbach il est nommé General der Artillerie, il prend la tête du 19e corps d'armée (de). Il a un des trois postes les plus élevés de l'armée saxonne en temps de paix. Le roi de Saxe Frédéric-Auguste III le nomme en août 1912 colonel honoraire du 32e régiment d'artillerie de campagne. Après près de six ans à la tête du 19e corps d'armée von Kirchbach prend sa retraite en 1913.

### Première Guerre mondiale
Au déclenchement de la Première Guerre mondiale, von Kirchbach est réintégré dans le service actif. Il prend le commandement du 12e corps de réserve (Corps d'armée de réserve saxon) intégré à la IIIe armée allemande. Il prend part à la bataille des Marais de Saint-Gond en attaquant vivement l'aile droite de la 9e armée française du général Foch, lors de la bataille de la Marne. Par la suite, il est participe aux batailles de Champagne en 1915, à la bataille de la Somme en 1916 et à la 3e bataille d'Ypres en 1917. von Kirchbach devient temporairement le chef de groupement de division de Gand, il est ensuite transféré sur le front de l'Est. Le 12 décembre 1917, il succède à son cousin Günther von Kirchbach à la tête du Détachement d'armée D (en). Il est promu Generaloberst en janvier 1918. Il dirige le Détachement d'armée D jusqu'à la dissolution de l'unité en octobre 1918.

### Après guerre
À la suite de la dissolution du Détachement d'armée D, von Kirchbach est retiré du service actif après 52 années de service. Il prend sa retraite et va vivre à Dresde jusqu'à sa mort le 23 juillet 1928.

## Honneurs et distinctions
- Grand-Croix de l'Ordre du Mérite civil de Saxe.
- Grand-Croix de l'Ordre d'Albert, avec étoile d'or et épées.
- Médaille militaire de service de Saxe.
- Grand-Croix de l'Ordre du Mérite militaire de Bavière.
- Grand commandant honoraire de l'Ordre du Mérite du duc Pierre-Frédéric-Louis.
- Grand-Croix de l'Ordre de l'Aigle rouge.
- Ordre de la Couronne de Prusse 2e classe avec étoile.
- Croix de fer (1870), 2e classe.
- Croix d'honneur reussoise, 1re classe.
- Croix de chevalier de l'Ordre du Faucon blanc.
- Grand-Croix de l'Ordre de la Maison ernestine de Saxe.
- Grand-Croix de l'Ordre de Frédéric.
- Grand-Croix de l'Ordre du mérite militaire (Espagne).
- Grand-Officier de l'Ordre des Saints-Maurice-et-Lazare.
- Ordre de la Couronne de fer, 1re classe.
- Croix de fer (1914), 1re classe.
- Ordre militaire de Saint-Henri

Croix le 9 septembre 1914.
Commandant 2e classe le 9 octobre 1915.
Commandant 1re classe le 28 août 1916.
- Pour le Mérite le 11 août 1916.

## Famille
Von Kirchbach épouse le 29 septembre 1873 à Dresde Margaretha von Pawel-Rammingen (née le 17 octobre 1852 à Brunswick, morte le 13 septembre 1931 à Dresde). Elle est la fille d'Albert von Pawel-Rammingen, capitaine et chambellan ducal brunswickois et d'Elizabeth Martini. von Kirchbach et sa femme ont un fils Hans-Karl Kirchbach (1874-1946) qui décède à la fin de 1946 à Dresde dans la prison centrale et une fille Elizabeth von Kirchbach (1874-1946).